# Schistomysis kervillei
Schistomysis kervillei is een aasgarnalensoort uit de familie van de Mysidae. De wetenschappelijke naam van de soort werd in 1885 voor het eerst geldig gepubliceerd door Georg Ossian Sars